# U-Bahnhof Ahrensburg Ost
Der U-Bahnhof Ahrensburg Ost ist eine Haltestelle der Hamburger U-Bahn-Linie U1 in der schleswig-holsteinischen Stadt Ahrensburg.
Das Kürzel der Station bei der Betreiber-Gesellschaft Hamburger Hochbahn lautet „AO“.

## Anlage

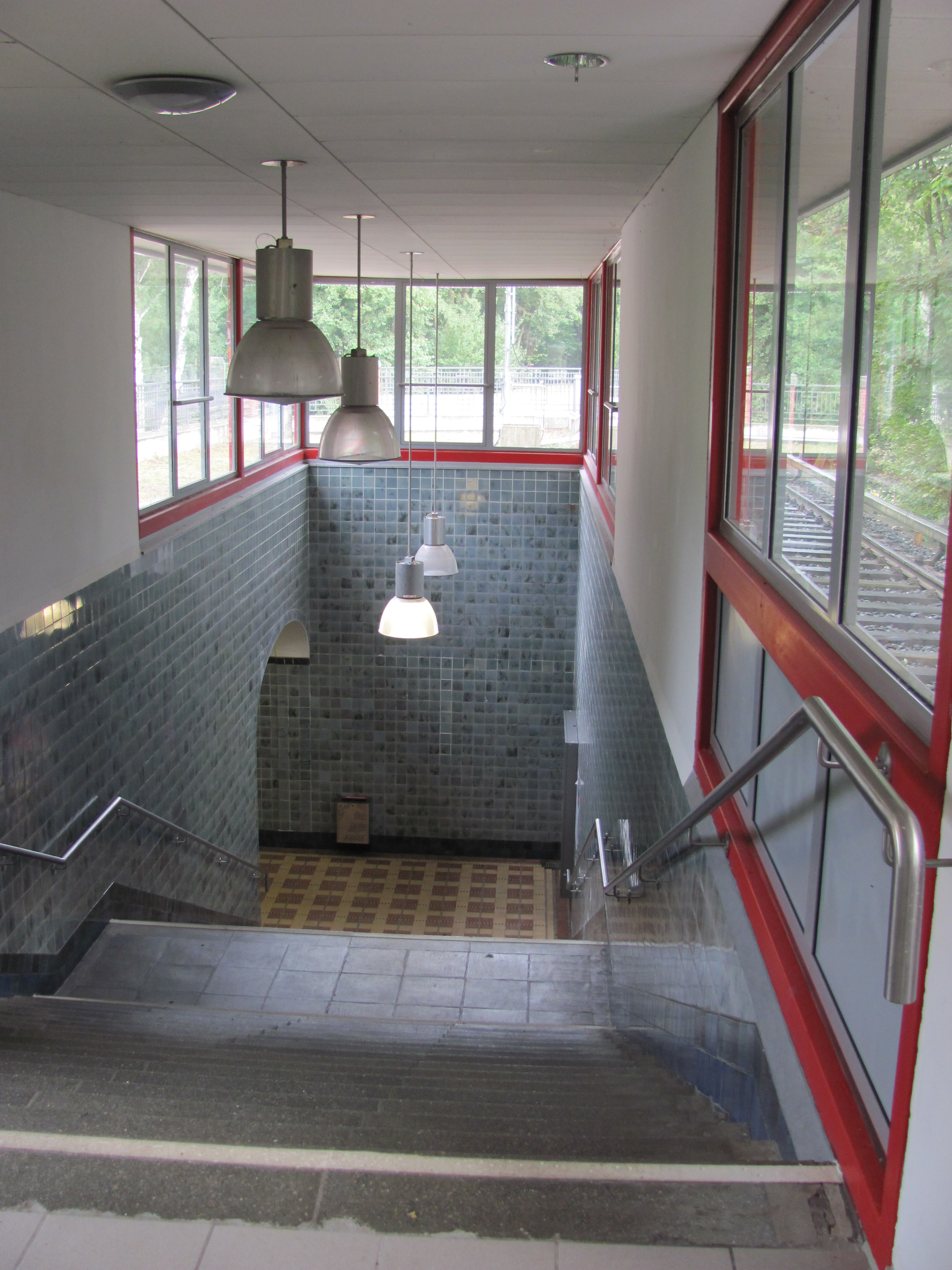
Der Treppenabgang

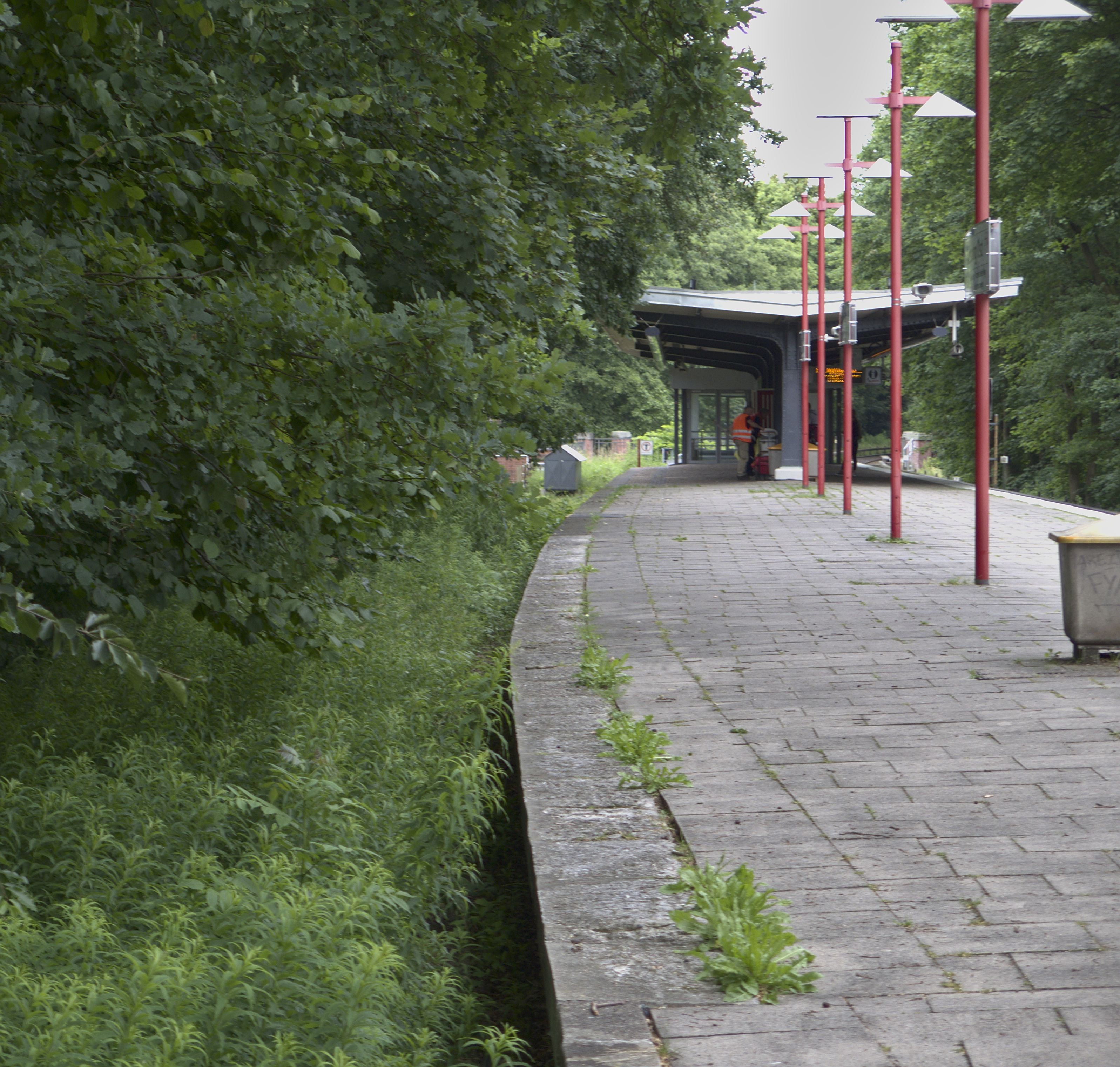
Das ungenutzte Gleisbett

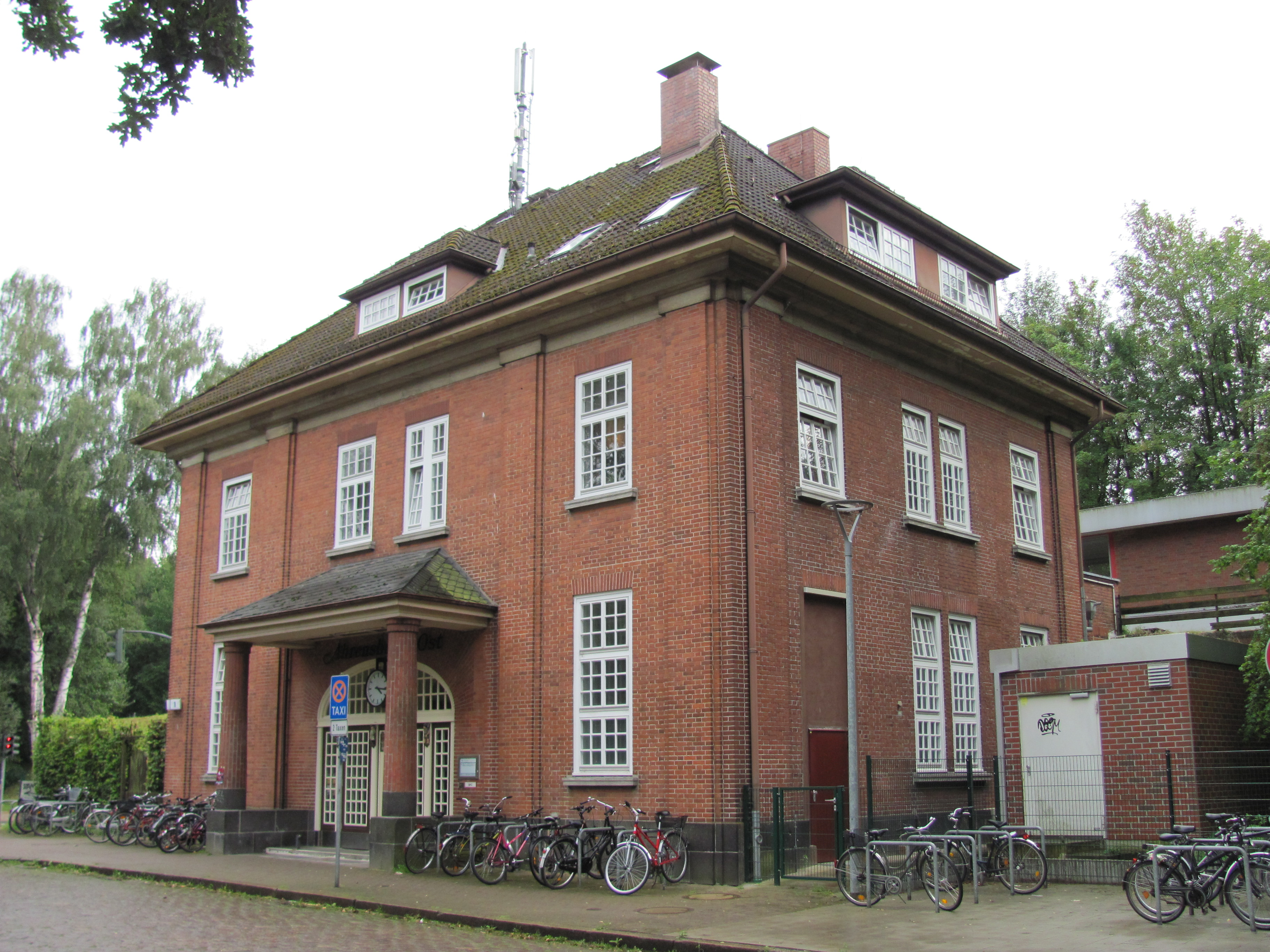
Das Zugangsgebäude von 1914, Entwurf: Eugen Göbel

Der Bahnhof verfügt über einen etwa 120 Meter langen Seitenbahnsteig in Dammlage. Er liegt parallel zum „Kuhlenmoorweg“ und endet im Osten an der Straße „Ahrensfelder Weg“, an der sich auch das Zugangsgebäude von 1914 befindet.
Die Haltestelle verfügt über eine Park+Ride-Anlage mit 56 Stellplätzen. Seit dem 13. März 2017 ist Ahrensburg Ost barrierefrei erreichbar.

## Geschichte
Der Bahnhof nach einem Entwurf von Eugen Göbel wurde etwa 1914 fertiggestellt, aber noch nicht zur Betriebsaufnahme der Strecke nach Großhansdorf im Jahre 1921, sondern erst ein Jahr später, am 17. Juni 1922 unter dem Namen „Hopfenbach“ mit nur einem Gleis eröffnet.
1952 wurde die Haltestelle in ihren jetzigen Namen Ahrensburg Ost umbenannt.
Der Bahnhof wurde baulich noch sehr wenig verändert, so dass er sich noch heute so ähnlich wie zur Eröffnung zeigt.
| Linie | Verlauf |
| ----- | --- |
| U 1   | Norderstedt Mitte – Richtweg – Garstedt – Ochsenzoll – Kiwittsmoor – Langenhorn Nord – Langenhorn Markt – Fuhlsbüttel Nord – Fuhlsbüttel – Klein Borstel – Ohlsdorf – Sengelmannstraße (City Nord) – Alsterdorf – Lattenkamp (Sporthalle) – Hudtwalckerstraße – Kellinghusenstraße – Klosterstern – Hallerstraße – Stephansplatz (Oper/CCH) – Jungfernstieg – Meßberg – Steinstraße – Hauptbahnhof Süd – Lohmühlenstraße – Lübecker Straße – Wartenau – Ritterstraße – Wandsbeker Chaussee – Wandsbek Markt – Straßburger Straße – Alter Teichweg – Wandsbek-Gartenstadt – Trabrennbahn – Farmsen – Oldenfelde – Berne – Meiendorfer Weg – Volksdorf / Streckenast Ohlstedt – Buckhorn – Hoisbüttel – Ohlstedt \ Streckenast Großhansdorf – Buchenkamp – Ahrensburg West – Ahrensburg Ost – Schmalenbeck – Kiekut – Großhansdorf |